# Porto Rico nos Jogos Olímpicos de Inverno de 1992
Porto Rico competiu nos Jogos Olímpicos de Inverno de 1992, realizados em Albertville, França.